# Cova da Iria
A Cova da Iria é um lugar na cidade e freguesia de Fátima, no concelho de Ourém, distrito de Santarém, situada na província da Beira Litoral, na região Oeste e Vale do Tejo e NUT3 do Médio Tejo, em Portugal, celebrizado pelas aparições de Nossa Senhora de Fátima aos três pastorinhos de Fátima em 1917.
É considerada a zona nobre da cidade de Fátima onde, na atualidade, existem numerosos conventos, hotéis de luxo e albergues de peregrinos. Situa-se nas proximidades dos lugares de Aljustrel, da Moita Redonda e dos Valinhos.

## História

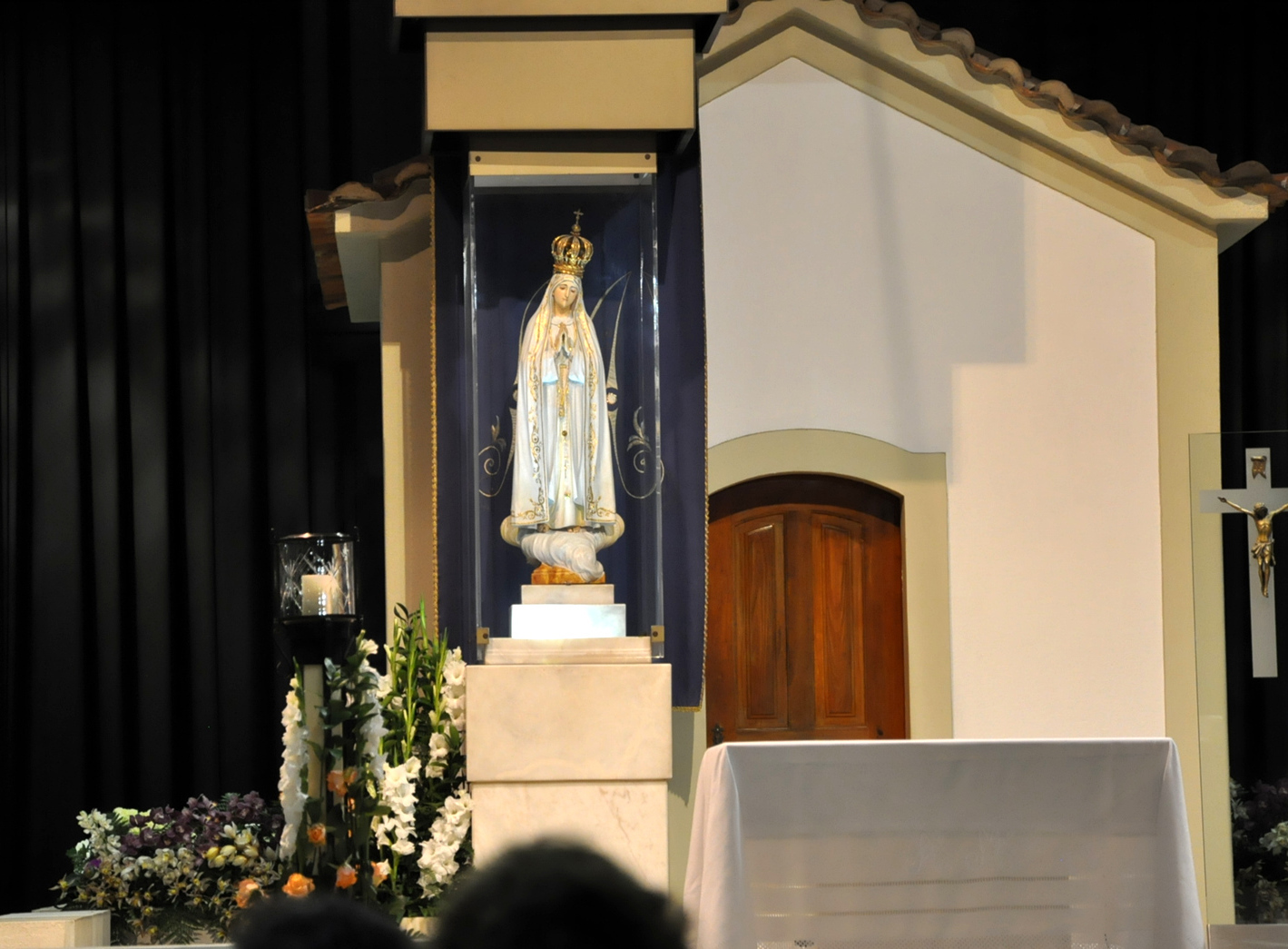
A Capelinha das Aparições com a devotada imagem de Nossa Senhora do Rosário de Fátima.

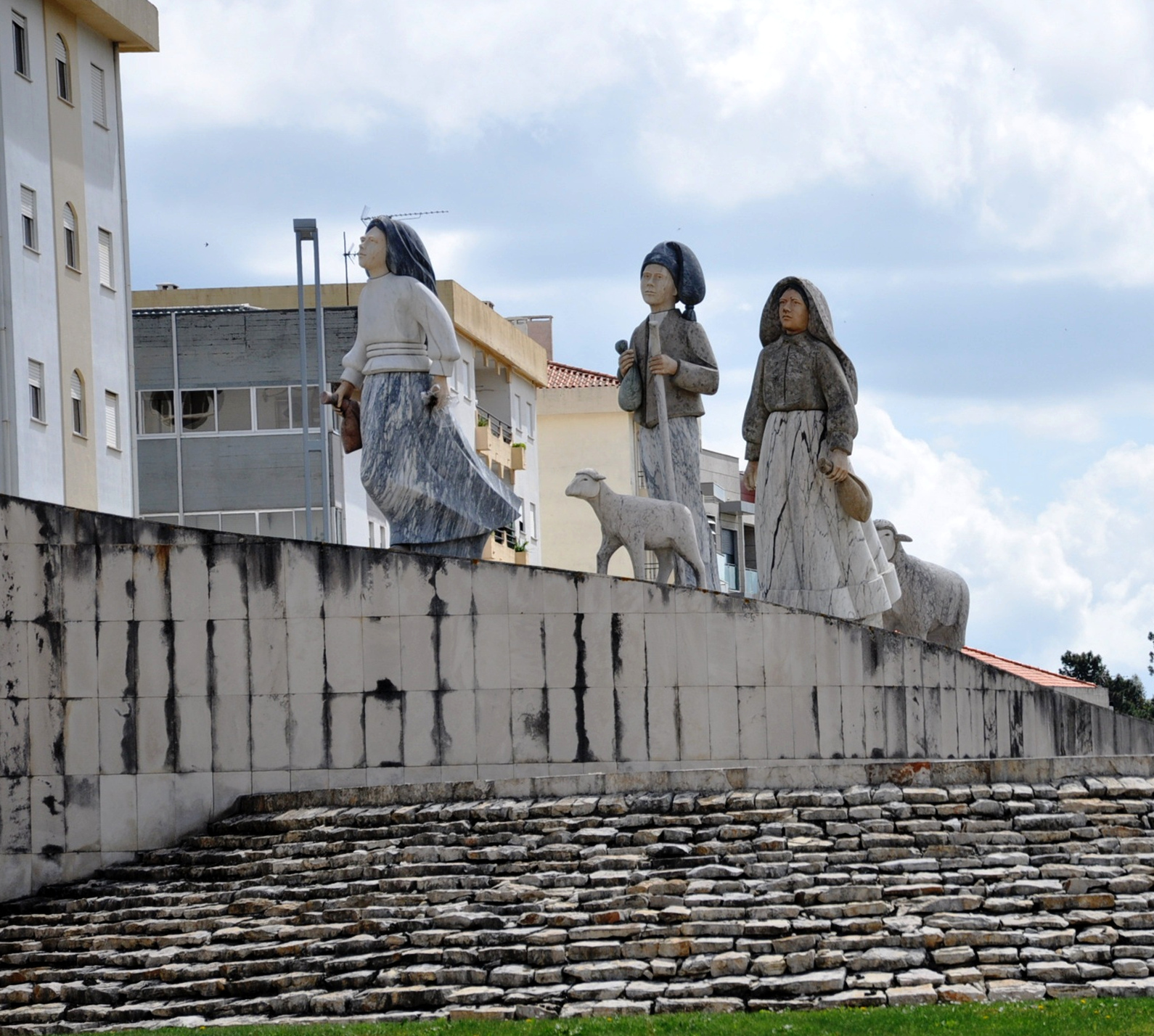
Monumento aos Três Pastorinhos na Rotunda Sul de Fátima e final da avenida a eles dedicada.

Cova da Iria era originalmente o nome dado a um vasto terreno que pertencia à família de Lúcia dos Santos. Nesse local foi inicialmente construída a Capelinha das Aparições, onde a Virgem Maria terá aparecido aos três pastorinhos de Fátima em 1917.
Devido ao Santuário de Nossa Senhora de Fátima, edificado no lugar da Cova da Iria, a cidade de Fátima tornou-se num dos mais importantes destinos internacionais de turismo religioso, recebendo cerca de seis milhões de pessoas por ano.

## Arruamentos notáveis

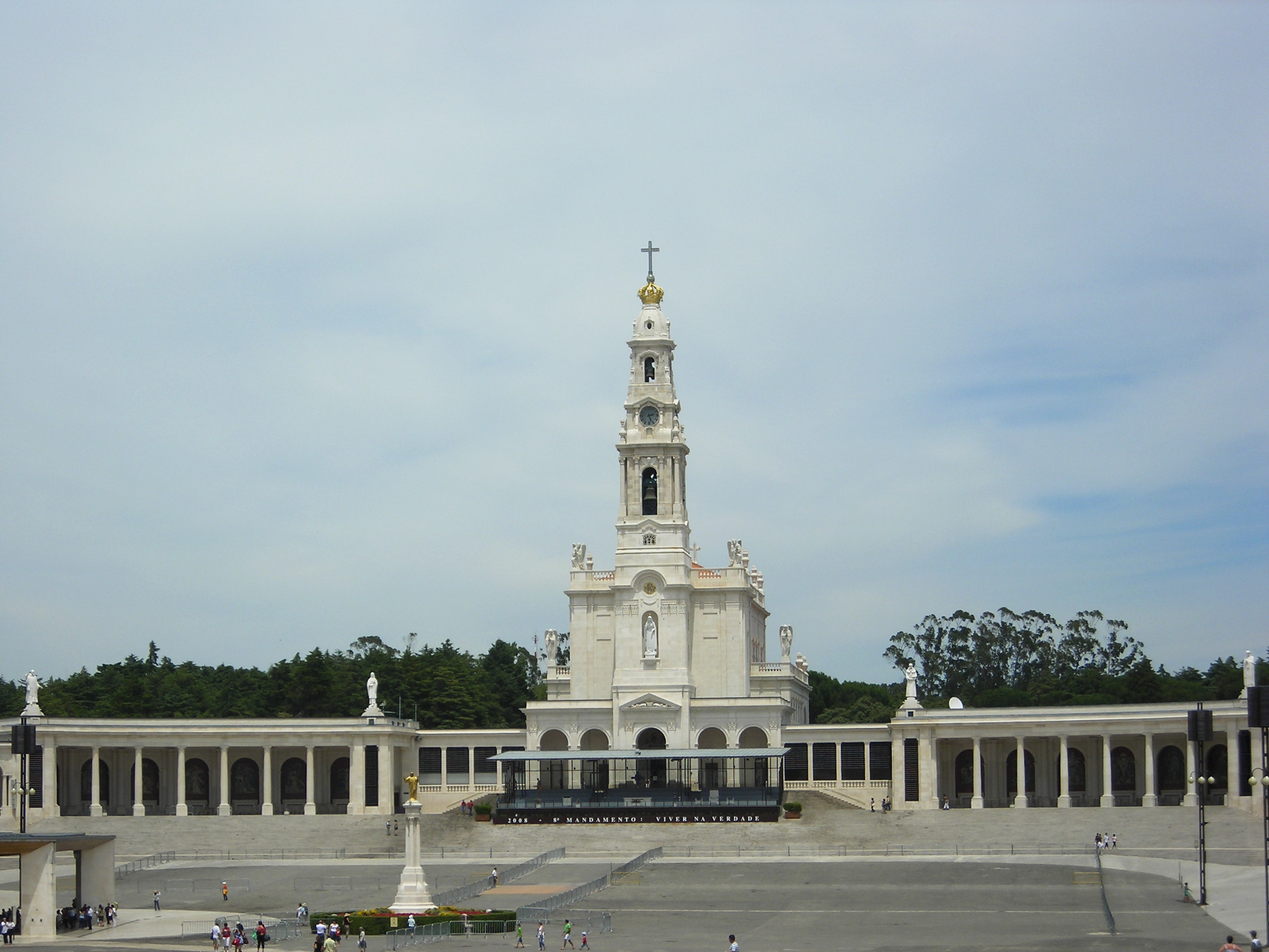
O Santuário de Nossa Senhora de Fátima situado na Cova da Iria

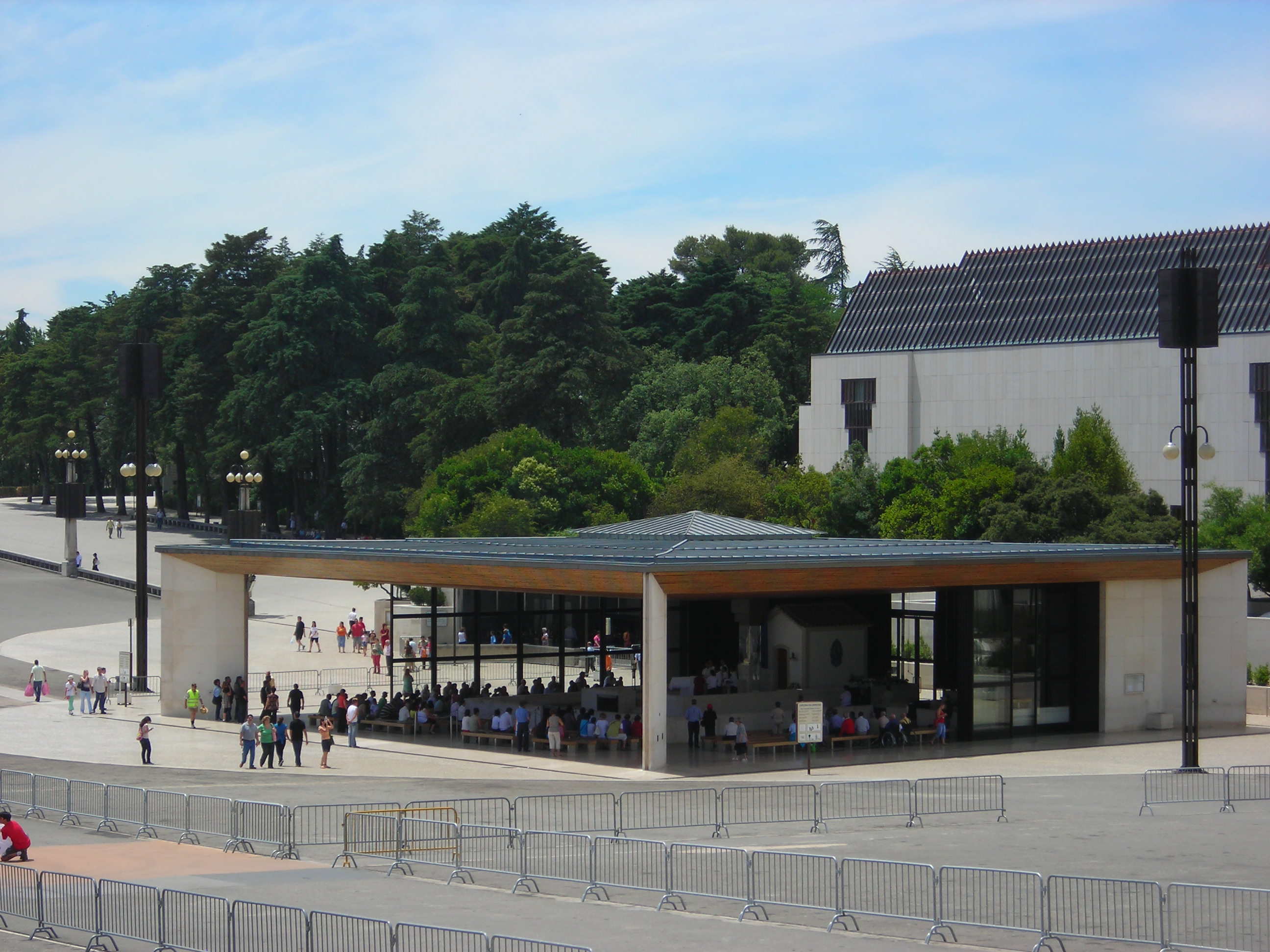
Vista geral da Capelinha das Aparições situada na Cova da Iria

| - Avenida dos Pastorinhos¹ - Rotunda dos Pastorinhos - Avenida Papa João XXIII² |

## Galeria fotográfica

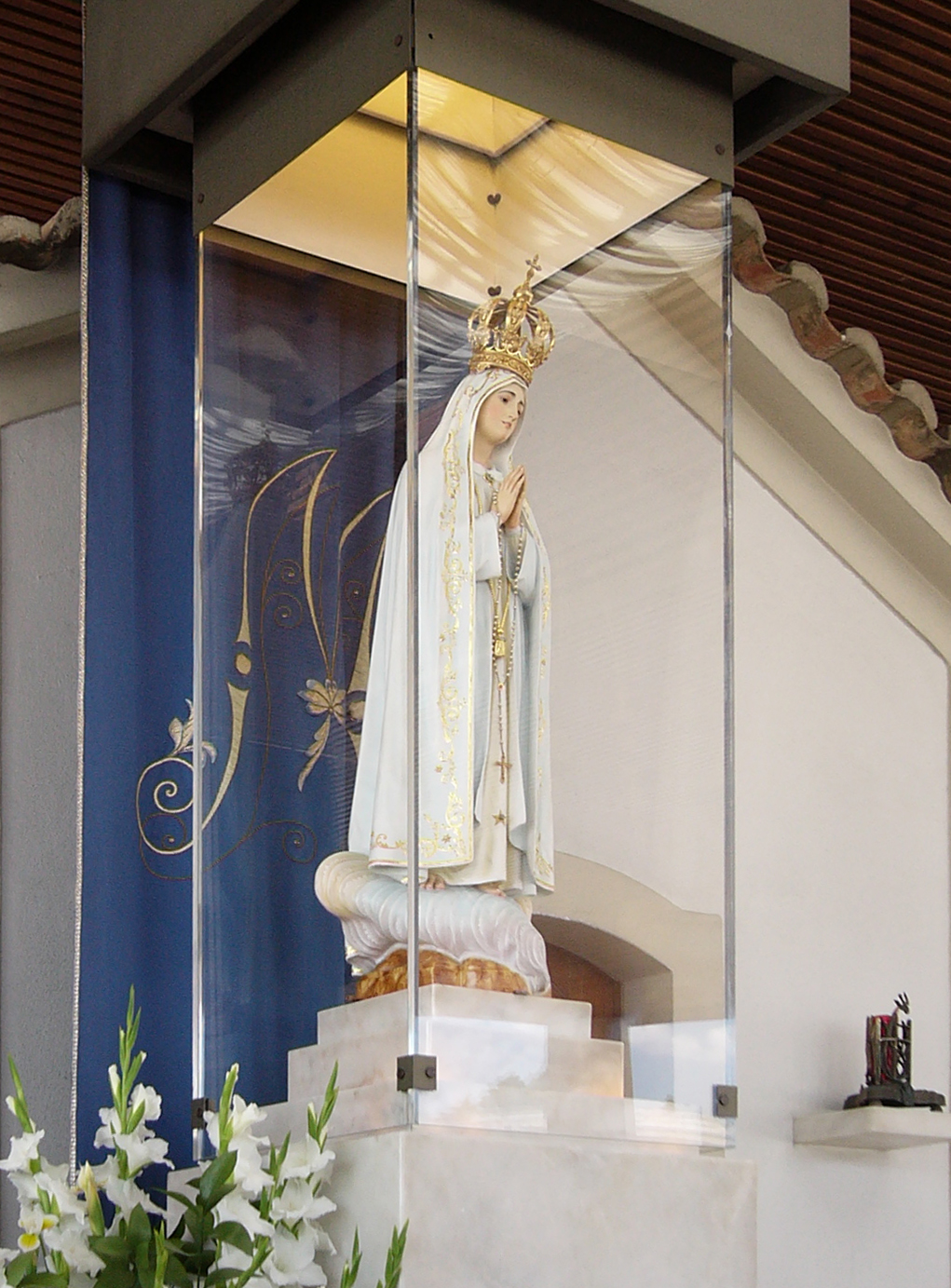
Nossa Senhora de Fátima na Capelinha das Aparições
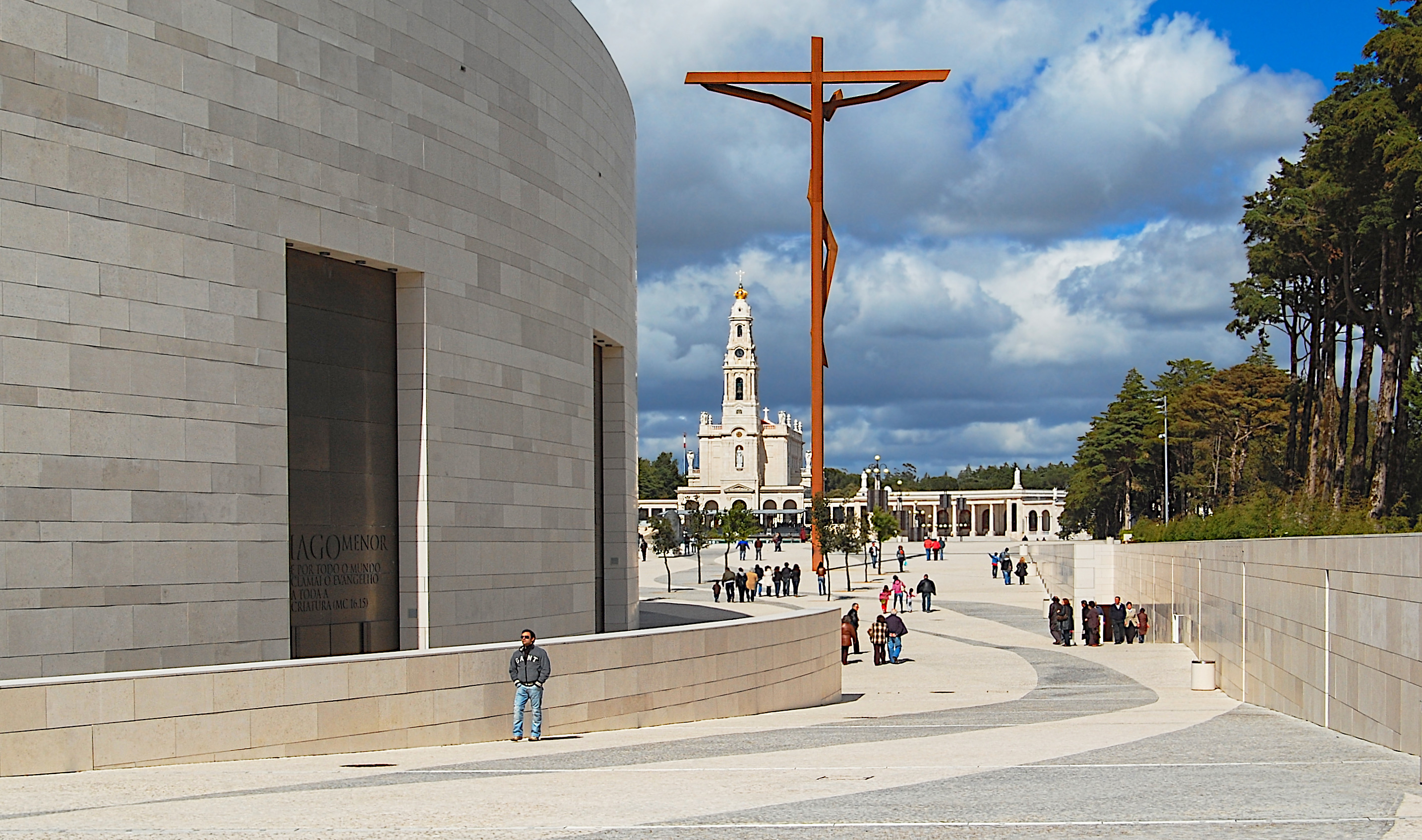
A Basílica da Santíssima Trindade, a Cruz Alta e a Basílica do Rosário o fundo
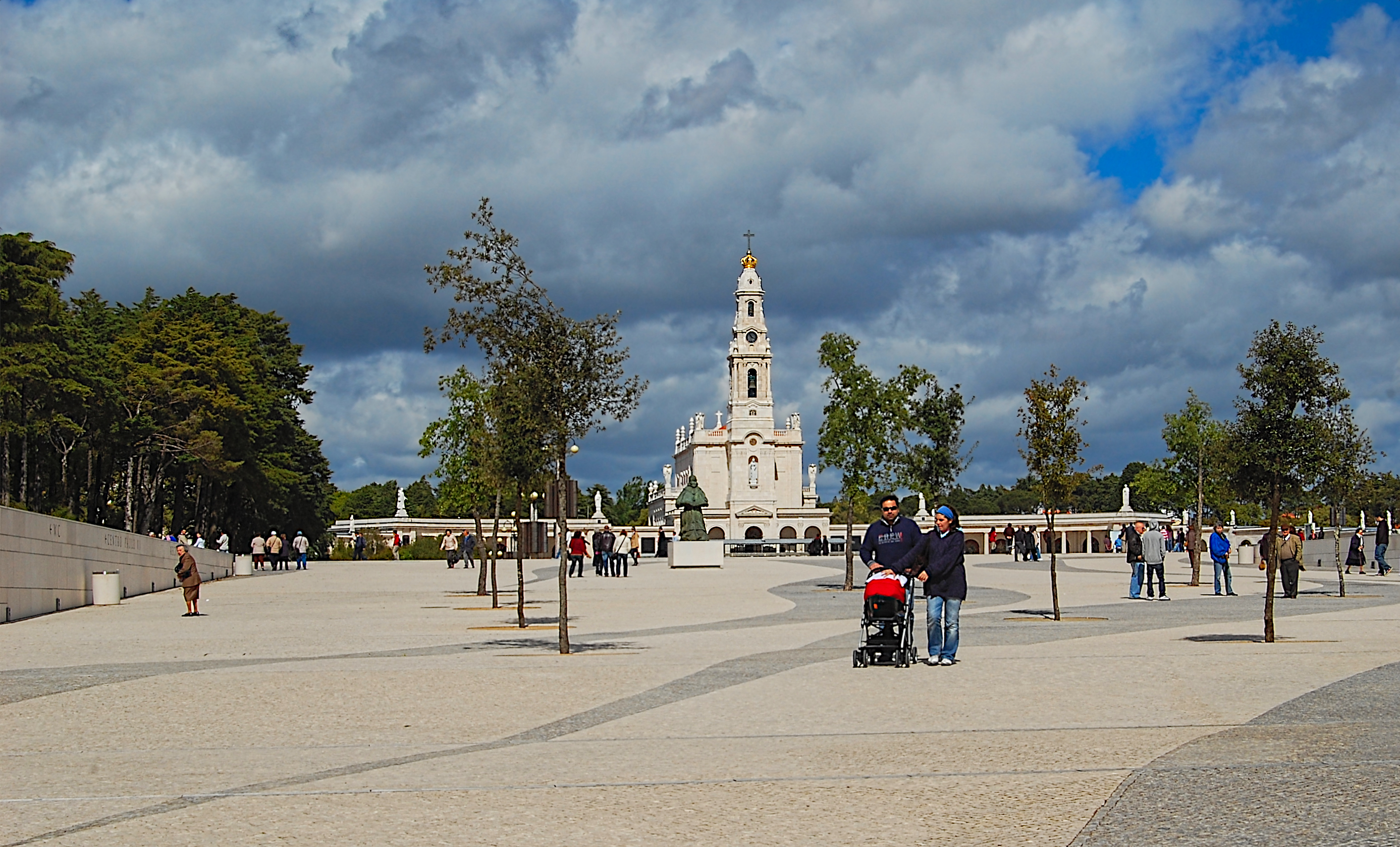
Panorâmica da Basílica de Nossa Senhora do Rosário de Fátima
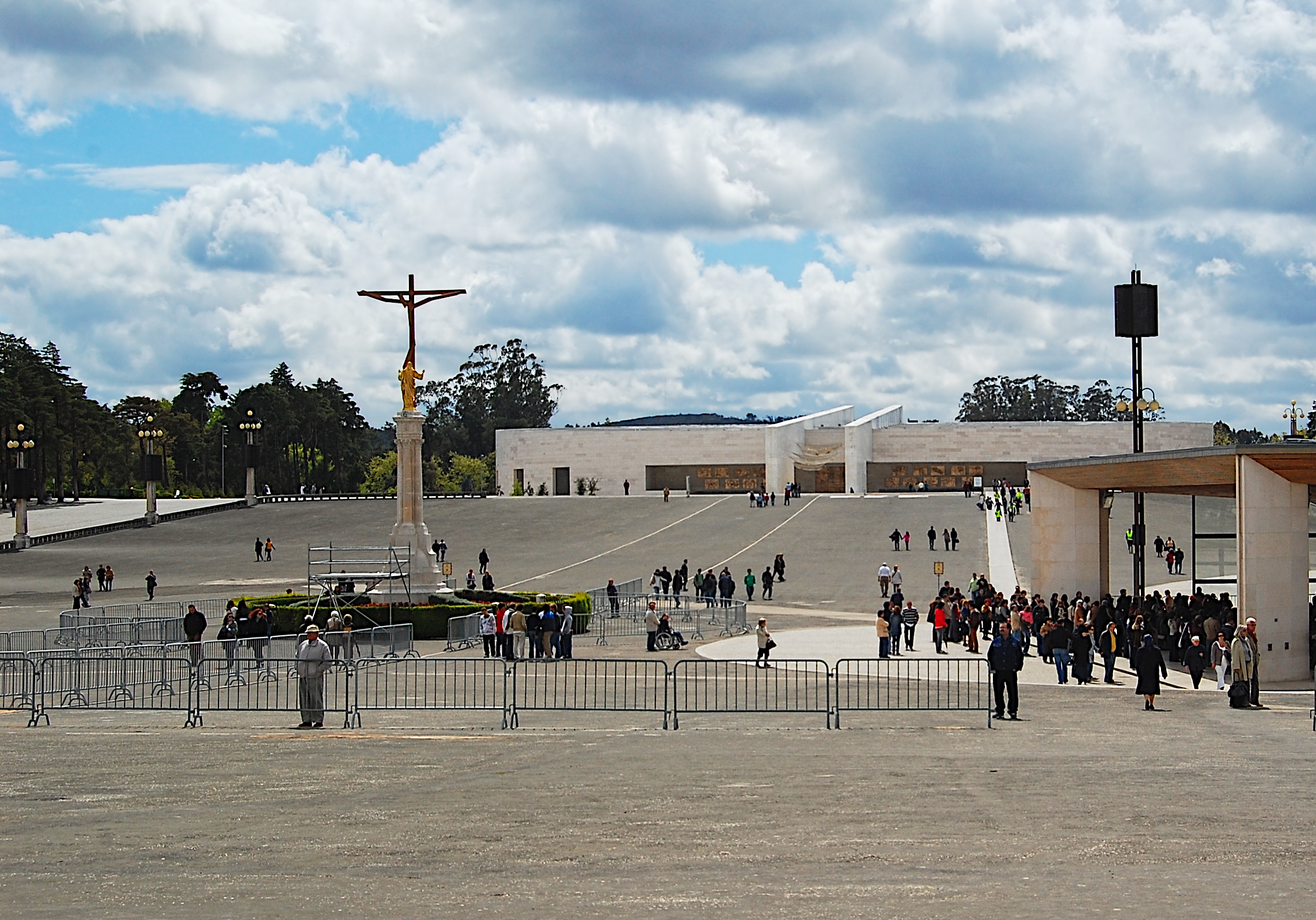
O recinto de oração e a Basílica da Santíssima Trindade ao fundo
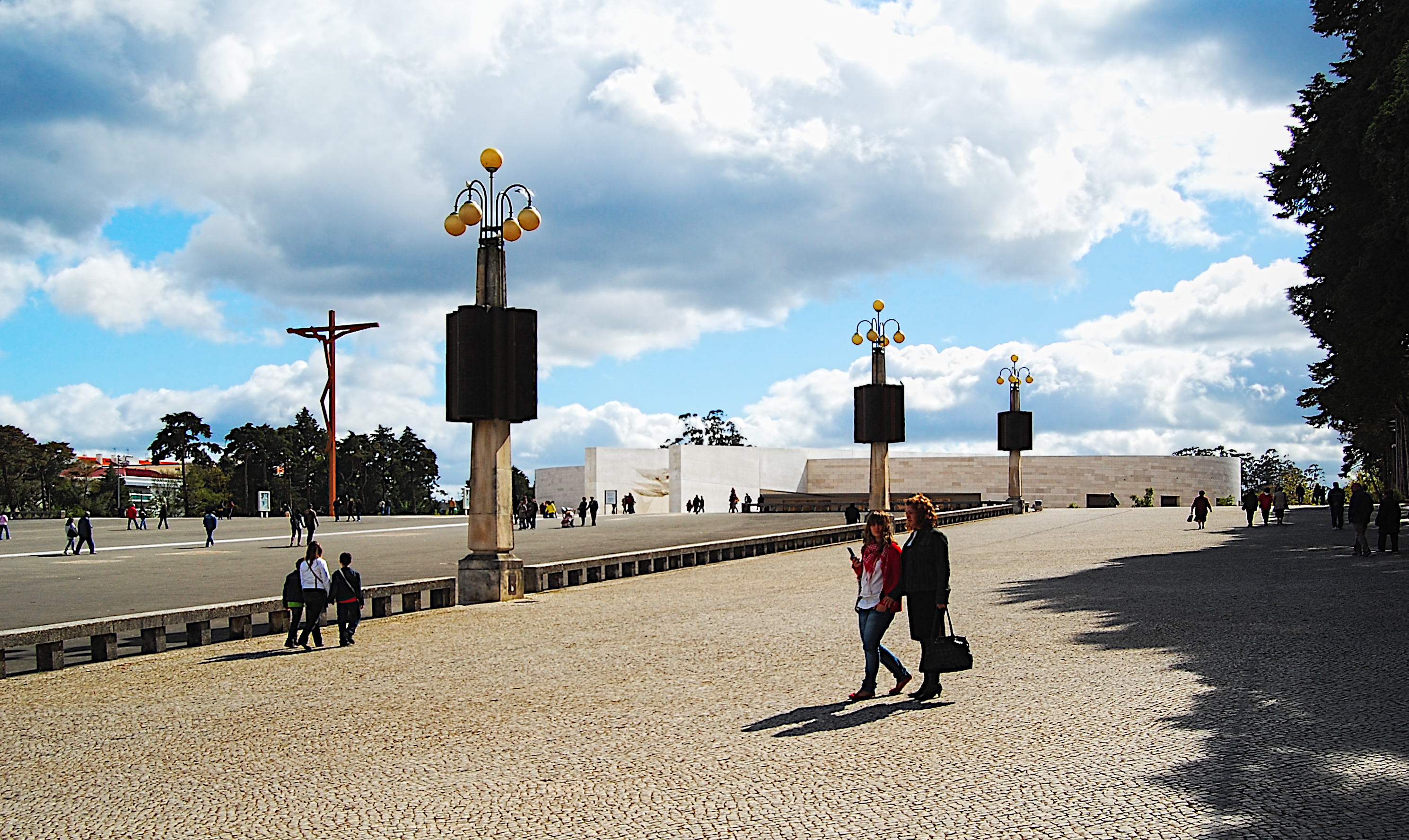
Peregrinos no recinto de oração do Santuário de Fátima